# Mr. Dodd Takes the Air
Mr. Dodd Takes the Air è un film del 1937 diretto da Alfred E. Green.